# José Antonio Urbiola
José Antonio Urbiola Machinandiarena (Aoiz, 13 de septiembre de 1937-Pamplona, 4 de abril de 2019) fue un político español de ideología nacionalista vasca. Miembro de la ejecutiva del Partido Nacionalista Vasco (Euzkadi Buru Batzar) y presidente del consejo regional de dicho partido en Navarra (Napar Buru Batzar) entre 1992 y mayo de 2004. También fue miembro de Herri Batasuna, formación con la que llegó a ser vicepresidente del Parlamento Foral de Navarra en 1980.

## Trayectoria política
Licenciado en Derecho en 1962, un año antes ya era miembro de la ejecutiva navarra del PNV y en 1964 formó parte del EBB, máximo órgano de ese partido.  
En 1973 fue detenido por su labor como abogado, acusado por la autoridad militar de encubrir al miembro de ETA Vicente Serrano Izco, siendo el último abogado que sufrió detención por su labor durante el franquismo, tras lo que se exilió, primero en el País Vasco francés, de donde fue expulsado por las autoridades francesas en febrero de 1974, y posteriormente en Venezuela, país en el que permaneció hasta 1976, para después regresar a la actividad política tras la reinstauración democrática ocupando puestos dirigentes en Herri Batasuna.
Las grabaciones a la emisora de la policía que realizara como radioaficionado de los trágicos sucesos de los Sanfermines de 1978 en las que se oía las órdenes de la policía de "ir a matar si es necesario" constituyen una de las pruebas fundamentales de dichos hechos y han sido recogidas en diversos documentales.
En 1980 fue elegido vicepresidente del primer Parlamento Foral de Navarra, cargo que ocupó hasta 1981 y en el ejercicio del cual fue detenido por unas presuntas manifestaciones realizadas en el seno de una comisión parlamentaria, sin que se llegara a iniciar proceso alguno contra él.
Voz disidente dentro de HB, tras manifestarse públicamente contra ETA en 1983, fue amenazado y partió por segunda vez al exilio, no regresando hasta 1988. Tras su regreso ingresó de nuevo en el PNV y en 1992 fue elegido presidente de dicho partido en Navarra. Urbiola ocupó este cargo hasta mayo de 2004, cuando fue sustituido por José Ángel Aguirrebengoa.